# グラーツ大学
グラーツ大学（グラーツだいがく、ドイツ語:Karl-Franzens-Universität Graz、英語:University of Graz）は、オーストリアのグラーツにある大学。オーストリアでは2番目に規模の大きい大学である。

## 歴史
グラーツ大学は正式名称をカール・フランツェンス大学グラーツといい、1585年にオーストリア大公フェルディナント2世によって設立された、同市で最古の大学である。
大学の歴史のほとんどはカトリック教会によって統制され、教育機関の分野に渡って州政府の指揮権を得たいとするヨーゼフ2世の試みにより、1782年に一時閉鎖された。その後ヨーゼフ2世は大学を公務員や医療職員も育成できる、リセとして変容させた。1827年、大学はフランツ2世によって再び大学としての承認を受けると、シャルル（フェルディナンド）・フランツ大学という意味を表す「カール・フランツェンス大学」の名称を獲得した。2002年に大学法の改定により医学部が分離独立して、グラーツ医科大学になった。現在は3万人を越える学生が同大学で勉学に勤しんでいる。
発明家のニコラ・テスラは、1875年にグラーツ工科大学で電気工学を学んだ。また、ノーベル賞受賞者のオットー・レーヴィは、1909年から1938年までこのグラーツ大学で教鞭をとっている。更に、1936年にエルヴィン・シュレーディンガーが、短期間ながらグラーツ大学学長を務めた。

## 学部
- 神学部
- 人文科学部
- 法学部
- 自然科学部
- 社会科学部

## ノーベル賞受賞者
グラーツ大学で学んだ、または研究をした9名の研究者又は作家がノーベル賞を受賞している。
- 1923 フリッツ・プレーグル：ノーベル化学賞
- 1927 ユリウス・ワーグナー＝ヤウレック：ノーベル生理学・医学賞
- 1933 エルヴィン・シュレーディンガー：ノーベル物理学賞
- 1936 オットー・レーヴィ：ノーベル生理学・医学賞
- 1936 ヴィクトール・フランツ・ヘス：ノーベル物理学賞
- 1947 ゲルティー・コリ：ノーベル生理学・医学賞
- 1961 イヴォ・アンドリッチ：ノーベル文学賞
- 1973 カール・フォン・フリッシュ：ノーベル生理学・医学賞
- 2019 ペーター・ハントケ（中退）: ノーベル文学賞

## 卒業生
- ニコラ・テスラ - 発明家
- ハインリヒ・ハラー - 登山家、写真家
- カール・ベーム - 指揮者
- ヴィクトール・フランツ・ヘス - 物理学者